# Agatha av Larissa
Agatha av Larissa, död 998, var kejsarinna av Bulgarien 997–998, som gift med tsar Samuil av Bulgarien.
Hon togs som slav under ett av Bulgariens krigståg mot Larissa, och Samuil valde att gifta sig med henne vid okänd tidpunkt; hon var mor till hans son Gavril Radomir, som beskrivs som född inom äktenskapet. Hon blev kejsarinna när hennes make besteg tronen 997. Hon uppges ha avlidit omkring år 998.